# Lex Mullink
Alex Gerhard "Lex" Mullink, född 19 december 1944 i Almelo, är en nederländsk före detta roddare.
Mullink blev olympisk bronsmedaljör i fyra med styrman vid sommarspelen 1964 i Tokyo.